# Allognosta sichuanensis
Allognosta sichuanensis är en tvåvingeart som beskrevs av Yang 1991. Allognosta sichuanensis ingår i släktet Allognosta och familjen vapenflugor. Inga underarter finns listade i Catalogue of Life.